# Stachelrand-Gelenkschildkröte
Die Stachelrand-Gelenkschildkröte (Kinixys erosa) ist eine Landschildkröte (Testudinidae) aus der Gattung der Gelenkschildkröten (Kinixys).

## Merkmale
Der vordere Rand des braungefärbten oberen Panzers ist auffällig abgeflacht und langgezogen. Diese zackenförmige Panzerform führte zu dem Namen "Stachelrand-Gelenkschildkröte". Die Ränder der Panzerplatten auf der Oberseite (Carapax) sind dunkelbraun beziehungsweise schwarz gefärbt, während der Innenteil der Panzerplatten meist eine braun-gelbe Farbe ausweist. Die Gliedmaßen, der Kopf und der Schwanz sind gelb-ockerfarben. Das Plastron ragt im vorderen Teil weiter heraus als der obere Panzer. Männliche Tiere haben generell einen längeren und dickeren Schwanz als Weibchen. Ausgewachsene Tiere können eine Größe von bis zu 30 cm erreichen.

## Lebensraum und Verbreitung
Beheimatet sind die tagaktiven Stachelrand-Gelenkschildkröten in den tropischen Regenwäldern Westafrikas, namentlich in Ghana, Gabun und Togo bis in die Demokratische Republik Kongo und die Republik Kongo. Dort leben die Tiere auf humosen, teilweise laubreichen Böden und benötigen eine hohe Luftfeuchtigkeit.

## Ernährung
Die Kinixys erosa ernährt sich überwiegend von Pflanzennahrung wie Gräsern, Kräutern und verschiedenen Früchten.

## Fortpflanzung
Die Paarung kann während des gesamten Jahres stattfinden. Dabei umkreisen und rammen die Männchen die Weibchen und paaren sich anschließend mit diesen.

## Belege